# 하테르스하임암마인

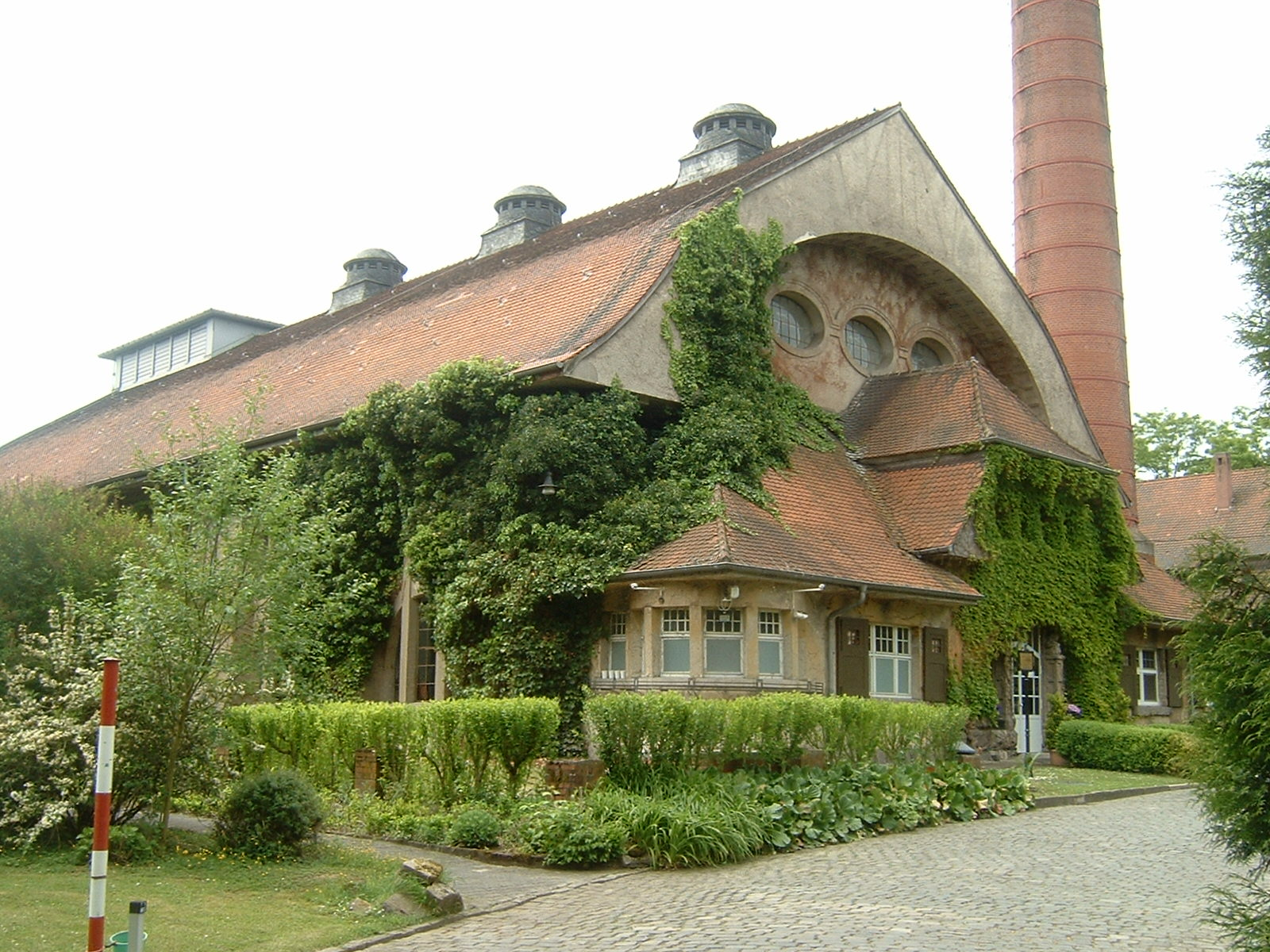
하테르스하임암마인의 급수 시설

하테르스하임암마인(독일어: Hattersheim am Main)은 독일 헤센주에 위치한 도시로 면적은 15.82km2, 높이는 100m, 인구는 26,908명(2015년 12월 31일 기준), 인구 밀도는 1,700명/km2이다.

시 문장